# Division z.b.V. 539
La 539e division pour emploi spécial (en allemand : Division z.b.V. 539) est une division pour emploi spécial de la Wehrmacht, basé à Prague de 1939 à 1945.